# Leofa pedunculata
Leofa pedunculata är en insektsart som beskrevs av James Norman Zahniser 2008. Leofa pedunculata ingår i släktet Leofa och familjen dvärgstritar. Inga underarter finns listade i Catalogue of Life.